# Guld i dina ögon
Guld i dina ögon är en sång inspelad av Carola Häggkvist från 1994 och finns på albumet Personligt som utkom samma år. Låten släpptes som andra singel i Sverige och placerade sig som bäst på 29:e plats. På B-sidan fanns sången Regnet som faller.
Melodin testades på Svensktoppen, där den låg i tio veckor under perioden 14-28 januari 1995, med placeringarna 8-7-7 .